# Florin Popescu
Florin Popescu (* 30. August 1974 in Iancu Jianu) ist ein ehemaliger rumänischer Kanute.

## Erfolge
Florin Popescu nahm zweimal an Olympischen Spielen teil. Sein Olympiadebüt gab er 2000 in Sydney mit Mitică Pricop in zwei Wettbewerben im Zweier-Canadier. Über 500 Meter qualifizierten sie sich nach einem Sieg in ihrem Vorlauf direkt für den Endlauf. Diesen beendeten sie nach 1:54,260 Minuten auf dem dritten Platz, hinter den siegreichen Ungarn Ferenc Novák und Imre Pulai sowie den Polen Daniel Jędraszko und Paweł Baraszkiewicz, womit sie sich die Bronzemedaille sicherten. Noch erfolgreicher verlief der Wettkampf auf der 1000-Meter-Strecke, auf der sie ebenfalls ihren Vorlauf gewannen. Im Finale setzten sie sich in einer Rennzeit von 3:37,355 Minuten mit einem Vorsprung von 1,4 Sekunden vor den Kubanern Ibrahim Rojas und Leobaldo Pereira sowie den drittplatzierten Deutschen Stefan Uteß und Lars Kober durch, die weitere 2,4 Sekunden später das Ziel erreichten. Popescu und Pricop erhielten als Olympiasieger daher die Goldmedaille. Bei den Olympischen Spielen 2004 in Athen ging Popescu erneut in den beiden Wettkämpfen im Zweier-Canadier an den Start, diesmal mit Silviu Simioncencu. Über 500 Meter schafften sie zunächst als Vierte ihres Vorlaufs die direkte Finalqualifikation nicht, gewannen dann aber das anschließende Halbfinale. Im Finale verpassten sie als Vierte knapp einen Medaillengewinn, nachdem sie 0,2 Sekunden hinter den drittplatzierten Russen Alexander Kostoglod und Alexander Kowaljow das Ziel erreichten. Auf der 1000-Meter-Strecke qualifizierten sie sich mit einem Sieg in ihrem Vorlauf direkt für den Endlauf, den sie jedoch ebenfalls auf dem vierten Platz beendeten. Ihr Rückstand auf Rang drei, den die Ungarn György Kozmann und György Kolonics belegten, betrug 0,75 Sekunden.
Bei Weltmeisterschaften gelangen Popescu 1994 in Mexiko-Stadt seine ersten Medaillengewinne. Im Vierer-Canadier sicherte er sich jeweils die Silbermedaille über 500 und über 1000 Meter. Ein Jahr darauf wiederholte er in Duisburg das Resultat auf der 500-Meter-Strecke, während er im Vierer-Canadier über 1000 Meter erstmals Weltmeister wurde. Beide Platzierungen gelangen Popescu im Vierer-Canadier zwei Jahre später in Dartmouth erneut. Zwei Silbermedaille gewann er 1998 in Szeged, als er jeweils Zweiter im Zweier-Canadier über 1000 Meter mit Gheorghe Andriev und im Vierer-Canadier über 500 Meter wurde. 1999 belegte er in Mailand im Vierer-Canadier über 200 Meter den dritten sowie über 500 Meter den zweiten Platz. Es folgte 2001 in Posen der Gewinn der Bronzemedaille im Zweier-Canadier über 500 Meter mit Mitică Pricop. Seinen zweiten Weltmeistertitel gewann Popescu 2002 in Sevilla, als er im Vierer-Canadier auf der 500-Meter-Strecke Erster wurde. Darüber hinaus sicherte er sich im Zweier-Canadier über 500 Meter mit Silviu Simioncencu Silber. Bei den Weltmeisterschaften 2003 in Gainesville wurde er im Zweier-Canadier mit Silviu Simioncencu über 1000 Meter und im Vierer-Canadier über 500 Meter jeweils Weltmeister. Mit Simioncencu belegte er über 500 Meter außerdem den zweiten Platz, während er im Vierer-Canadier auf der 200-Meter-Distanz Bronze gewann. Seine letzte WM-Medaille sicherte er sich bei den Weltmeisterschaften 2005 in Zagreb mit dem Titelgewinn im Vierer-Canadier über 500 Meter.
Insgesamt 15 Medaillen gewann Popescu bei Europameisterschaften. Die ersten beiden sicherte er sich 1997 in Plowdiw im Vierer-Canadier: er wurde über 1000 Meter Europameister und über 500 Meter Zweiter. 1999 belegte er in Zagreb im Zweier-Canadier über 1000 Meter mit Gheorghe Andriev ebenso den zweiten Platz wie im Vierer-Canadier auf der 200- und auch der 500-Meter-Strecke. Mit Andriev wurde er außerdem über 500 Meter Europameister. Zwei Jahre darauf wurden Popescu und Mitică Pricop in Mailand im Zweier-Canadier über 500 Meter und über 1000 Meter jeweils Europameister. Darüber hinaus schloss er die Wettkämpfe im Vierer-Canadier über 200 Meter und über 500 Meter nochmals auf dem zweiten Platz ab. Im Zweier-Canadier verteidigte er mit Silviu Simioncencu auf der 1000-Meter-Distanz 2002 in Szeged seinen Titel, während er über 500 Meter den zweiten Platz belegte. Auf der 500-Meter-Strecke des Zweier-Canadiers gewannen Popescu und Simioncencu 2004 in Posen die Bronzemedaille. Auf derselben Strecke wurden sie derweil im Vierer-Canadier ebenso Weltmeister wie im Jahr darauf, ebenfalls in Posen.
Nach seiner aktiven Karriere wurde Popescu Kanutrainer, unter anderem von der rumänischen Nationalmannschaft. Er wurde mit der Komtur des Orden Für Verdienst ausgezeichnet.